# ويل روثهار
ويل روثهار (بالإنجليزية: Will Rothhaar)‏ هو ممثل أمريكي، ولد في 12 يناير 1987 بنيويورك في الولايات المتحدة.

## أعمال

### أفلام
- (2011) معركة لوس أنجلوس[2][3][4]

### مسلسلات
- جاغ
- التحقيق في موقع الجريمة
- عقول إجرامية
- كاسل

## وصلات خارجية
- ويل روثهار على موقع IMDb (الإنجليزية)
- ويل روثهار على موقع ألو سيني (الفرنسية)
- ويل روثهار على موقع أول موفي (الإنجليزية)
- ويل روثهار على موقع قاعدة بيانات الأفلام السويدية (السويدية)
- ويل روثهار على موقع إن إن دي بي (الإنجليزية)
- ويل روثهار على موقع قاعدة بيانات الفيلم (الإنجليزية)
- ويل روثهار على موقع كينوبويسك (الروسية)